# Зіядет-Аллах I
Абу Мухаммад Зіядет-Аллах I ібн Ібрагім ібн аль-Аглаб (араб. تحتاج هذه المقالة إلى مصادر أكثرأبو محمد زيادة الله بن إبراهيم; д/Н —10 червня 838) — 3-й емір держави Аглабідів в 817—838 роках.

## Життєпис
Походив з династії Аглабідів. Другий син еміра Ібрагіма I. Про дату народження та молоді роки відомостей обмаль. Посів трон 817 року після смерті старшого брата Абдаллаха I.
Намагався вирішити проблеми, що залишилися ще від батька: конфлікти між мутазилітами та малікітами і між арабами і берберами. У 824 році намагався розпустити арабське ополчення, що спричинило потужне повстання в Тунісі на чолі із Мансуром аль-Тунбузі. Для його придушення використав берберські племена та власну гвардію з рабів-негрів (зінджей). Втім боротьба з повсталими арабами тривала до 836 року.
Водночас намагався приборкати прихильників малікітізму, але без особливого успіху. З іншого боку володіння Аглабідів стали зазнавати нападів з боку візантійців Сицилії, що спричинило до конфліктів з імперією.
У 826 році Зіядет-Аллах I вирішив спрямувати невдоволених арабів і малікітів проти зовнішнього ворога — Візантії, оголосивши їй джихад. Приводом для цього стала втеча до Тунісу візантійського турмарха Євфемія, що перед тим неодноразово успішно нападав на аглабідські володіння. Зіядет-Аллах I пообіцяв Євфемію допомогу із захопленням Сицилії, де той планував стати імператором. Цьому сприяла загальна ситуація на острові, де були потужні позиції прихильників іконошанування й відповідно ворогів політиків імператорів-іконоборців. Проте емір планував самому захопити Сицилію.
827 року відправив разом з Євфемієм військо на чолі з кайруанським каді-малікітом Асадом ібн аль-Фуратом. Спочатку було здійснено спробу захопити Сиракузи, але тут мусульмани зазнали невдачі. Також невдовзі проти них виступив Євфемій. 828 року під час облоги Сиракуз від чуми або холери помер аль-Фурат.
У 830 році почався новий похід на Сицилію, який очолив Мухаммад ібн Абу'л-Дживар, який невдовзі взяв в облогу Палермо, яку було захоплено у 831 році. В результаті мусульмани закріпилися на заході Сицилії.
За цим було укладено антивізантійський союз зі Стефаном III, дукою Неаполя. Флот Аглабідів став атакувати південь Італії. На деякий час навіть вдалося заснувати піратську базу в Траето (в гирлі річки Гарільяно), завдавши поразки візантійсько-венеційському флоту. В подальшому напади поширилися на Лаціум, Сардинію.
У 835—836 роках війська на чолі з Абу Фірмом намагалися захопити важливу сицилійську фортецю Енну в центральній частині острова, після чого сплюндрували Центральну Сицилію. За цим було здійснено успішний похід в східну Сицилію до міста Тавроменій. В подальшому здійснено похід на Сиракузи. У відповідь візантійці спробували відвоювати Палермо, але аглабідські війська відбили напад. 837 року було укладено перемир'я.
Успішні походи надали емірові велику здобич, яку він використав для початку чисельних будівельних робіт. Було відремонтовано і реставровано мечеть Укби ібн Нафі в Кайруані. На півдні та Кайруані було зведено в містах укріплення. Також розпочалася масштабна іригаційна програма.
Помер 838 року. Йому спадкував брат Абу Ікаль.